# Andréi Rubliov (película)
Andréi Rubliov (en ruso: Андрей Рублёв) es una película soviética histórica biográfica de 1966 dirigida por Andréi Tarkovski y coescrita con Andréi Konchalovski. La película está basada libremente en la vida de Andréi Rubliov, pintor de iconos ruso del siglo XV. La película está interpretada por Anatoli Solonitsyn, Nikolái Grinkó, Iván Lápikov, Nikolái Serguéiev, Nikolái Burliáyev e Irma Raush. Savva Yamshchikov, un famoso restaurador ruso e historiador de arte, fue consultor científico de la película.
Andréi Rubliov se desarrolla en el contexto de la Rusia del siglo XV, es decir del Principado de Moscú. Aunque la película se basa solo vagamente en la vida de Andréi Rubliov, intenta representar un retrato realista de la Rusia medieval. Tarkovski buscó crear una película que mostrara al artista como "una figura histórica mundial" y "el cristianismo como un axioma de la identidad histórica de Rusia" durante un período turbulento de la historia rusa que finalmente resultó en el Zarato ruso. Los temas de la película incluyen la libertad artística, religión, la ambigüedad política, el autoaprendizaje y la creación del arte bajo un régimen represivo. Debido a esto, no fue exhibida internamente en la ateísta y autoritaria Unión Soviética de forma oficial durante años después de que se completó, a excepción de una única proyección de 1966 en Moscú. Una versión de la película se mostró en el Festival de Cine de Cannes de 1969, donde ganó el premio FIPRESCI. En 1971, una versión censurada de la película fue proyectada en la Unión Soviética. La película se cortó aún más por razones comerciales en su lanzamiento en Estados Unidos a través de Columbia Pictures en 1973. Como resultado, existen varias versiones de la película.
Aunque estos problemas con la censura oscurecieron y truncaron la película durante muchos años después de su lanzamiento, la película fue pronto reconocida por muchos críticos y directores de cine occidentales como una obra muy original y lograda. Aún más, desde que fue restaurada a su versión original, Andréi Rubliov ha llegado a ser considerada como una de las mejores películas de todos los tiempos, y ha sido clasificada, a menudo, en las encuestas de críticos y críticos de Sight and Sound.

## Argumento
Andréi Rubliov está dividida en siete episodios, con un prólogo y un epílogo apenas relacionado con la película principal. La película muestra la vida del gran pintor de iconos a través de siete episodios que son paralelos a su vida o representan transiciones episódicas en su vida. El trasfondo es la Rusia del siglo XV, un período turbulento caracterizado por la lucha entre príncipes rivales y las invasiones tártaras.
El prólogo de la película muestra los preparativos para un paseo en globo aerostático. El globo está atado a la aguja de una iglesia al lado de un río, con un hombre llamado Yefim (Nikolái Glazkov) intentando hacer el vuelo mediante el uso de un arnés debajo del globo. En el mismo momento de su intento, una turba ignorante llega del río e intenta frustrar el vuelo, colocando una antorcha en la cara de uno de los hombres en el suelo que ayuda a Yefim. A pesar de esto, el globo se libera con éxito y Yefim está abrumado y encantado por la vista desde arriba y la sensación de volar, pero no puede evitar un aterrizaje forzoso poco después. Él es el primero de varios personajes creativos, representando al atrevido escapista, cuyas esperanzas son aplastadas fácilmente. Después del choque, se ve a un caballo rodando de espaldas por un estanque, un símbolo de vida, uno de los muchos caballos de la película.
I. El bufón (verano de 1400)
Andréi Rubliov (Anatoli Solonitsyn), Daniil (Nikolái Grinkó) y Cirilo (Iván Lápikov) son monjes errantes y pintores de iconos religiosos, en busca de trabajo. Los tres representan diferentes personajes creativos. Andréi es el observador, un humanista que busca lo bueno en las personas y quiere inspirar y no atemorizar. Daniil es retraído y resignado, y no tan inclinado a la creatividad como a la autorrealización. Cirilo carece de talento como pintor, y aun así se esfuerza por alcanzar prominencia. Él es celoso, farisaico, muy inteligente y perceptivo. Los tres acaban de abandonar el monasterio de Andrónikov, donde han vivido durante muchos años, rumbo a Moscú. Durante una fuerte lluvia, buscan refugio en un establo, donde un juglar (Rolán Býkov) entretiene a un grupo de aldeanos. El bufón, o skomoroj, es un enemigo amargamente sarcástico del Estado y la Iglesia, que se gana la vida con su mordaz y obsceno comentario social y se burla de los boyardos. Él ridiculiza a los monjes cuando entran, y después de un tiempo, Cirilo se va sin notar. En breve, un grupo de soldados llega para arrestar al skomoroj, a quien llevan afuera, inconsciente y se llevan, también destrozando su instrumento musical. Cuando la lluvia cesó, los tres monjes agradecieron a los aldeanos por permitirles refugiarse y continuar su camino. Mientras caminan, la fuerte lluvia vuelve a comenzar.
II. Teófanes el Griego (1405-1406)
Cirilo llega al taller de Teófanes el Griego (Nikolái Serguéiev), un destacado y reconocido pintor maestro, que está trabajando en un nuevo icono de Jesucristo. Teófanes es retratado como un personaje complejo: un artista establecido, humanista y temeroso de Dios en su punto de vista pero un tanto cínico, considerando su arte más como un oficio y una tarea en su desilusión con otras personas. Sus jóvenes aprendices se han fugado todos a la plaza del pueblo, donde un criminal condenado incorrectamente está a punto de ser torturado y ejecutado. Cirilo habla con Teófanes, y el artista, impresionado por la comprensión y la erudición del monje, lo invita a trabajar como aprendiz en la decoración de la Catedral de la Anunciación en Moscú. Cirilo se niega al principio, pero luego acepta la oferta con la condición de que Teófanes personalmente venga al monasterio de Andrónikov e invite a Cirilo a trabajar con él frente a toda la fraternidad y Andréi Rubliov, quien según los comentarios de Teófanes tiene cierta fama como pintor de iconos en el mundo exterior.
Poco después, al Monasterio de Andrónikov, llega un mensajero de Moscú para pedirle ayuda a Andréi en la decoración de la Catedral de la Anunciación con Teófanes. Tanto Daniil como Cirilo están inquietos por el reconocimiento que recibe Andréi. Daniil se niega a acompañar a Andréi y le reprocha por aceptar la oferta de Teófanes sin tener en cuenta a sus compañeros, pero pronto se arrepiente de su temperamento y llora con lágrimas en los ojos de Andréi cuando el joven monje va a despedirse de su amigo. Cirilo está celoso de Andréi y en un ataque de ira, decide abandonar el monasterio por el mundo secular, lanzando acusaciones de avaricia frente a sus compañeros monjes, quienes también lo despiden. Cirilo sale a trompicones del monasterio al campo nevado y es perseguido por su perro, pero Cirilo lo golpea salvajemente con su bastón y lo deja por muerto. Andréi se va a Moscú con su joven aprendiz Fomá (Mijaíl Kónonov). Fomá es otro personaje creativo, que representa al artista comercial despreocupado y práctico. Todavía parece ser lo suficientemente contemplativo como para llevarse bien con Andréi.
III. La pasión según Andréi (1406)
Mientras caminan por el bosque, Andréi y Fomá conversan sobre las fallas de Fomá, especialmente las mentiras. Fomá confiesa haber sacado miel del jardín de abejas, después de que Andréi nota que su sotana es pegajosa y se ensucia el rostro con barro para calmar una picadura de abeja. Si bien Fomá tiene talento como artista, le preocupa menos el significado más profundo de su trabajo y más se preocupa por aspectos prácticos del trabajo, como perfeccionar su azul, un color que en la pintura a menudo se consideraba inestable para mezclar. Se encuentran con Teófanes en el bosque, y el viejo maestro envía a Fomá lejos. Cuando se va, el aprendiz encuentra un cisne muerto y lo golpea con un palo. Cortan a orillas de un arroyo donde Andréi y Teófanes discuten sobre religión, mientras que Fomá limpia los pinceles de su maestro. Teófanes argumenta que la ignorancia del pueblo ruso se debe a la estupidez, mientras que Andréi dice que no entiende cómo puede ser pintor y mantener esos puntos de vista. Esta sección contiene una recreación de la crucifixión de Cristo en una ladera cubierta de nieve que se desarrolla mientras Andréi cuenta la historia y expresa su creencia de que los hombres que crucificaron a Jesús obedecían la voluntad de Dios y lo amaban.
IV. La festividad (1408)
Al acampar para pasar la noche en la orilla del río, Andréi y Fomá están recogiendo leña para su grupo cuando Andréi escucha los lejanos sonidos de una celebración río arriba en el bosque. Yendo a investigar, se encuentra con un gran grupo de paganos desnudos, que están llevando a cabo un ritual con antorchas para el solsticio de verano. Andréi está intrigado y emocionado por el comportamiento de los paganos, pero es sorprendido espiando a una pareja haciendo el amor y es atado al travesaño de una cabaña en una burla de la crucifixión de Jesús y amenazado con ahogarse en la mañana. Una mujer llamada Marfa (Nelly Snéguina), vestida solo con un abrigo de piel, se acerca a Andréi. Después de explicar que su gente es perseguida por sus creencias, ella deja caer su abrigo, besa a Andréi y luego lo desata. Andréi huye, y se pierde en el denso bosque, rascándose la cara. A la mañana siguiente, Andréi regresa a su grupo, incluido Daniil, y cuando salen en sus barcos, un grupo de soldados aparece en la orilla del río persiguiendo a varios de los paganos, incluida Marfa. Capturan a su compañero pero ella escapa desnuda nadando en el río. Andréi y sus compañeros monjes miran hacia otro lado avergonzados.
V. El juicio final (1408)
Andréi y Daniil están trabajando en la decoración de una iglesia en Vladímir. Aunque han estado allí durante varios meses, las paredes siguen blancas y desnudas, ya que Andréi duda de sí mismo. Un mensajero llega con la palabra del obispo furioso para decir que tienen hasta el otoño para terminar el trabajo. En una carretera cercana, en medio de un campo de flores, Andréi confiesa a Daniil que la tarea le repugna y que no puede pintar un tema como el Juicio Final porque no quiere aterrorizar a la gente para que se someta. Llega a la conclusión de que ha perdido la tranquilidad que un artista necesita para su trabajo. Fomá, impaciente y ambicioso, renuncia y abandona el grupo de Andréi para aceptar la oferta de pintar una iglesia más pequeña y menos prestigiosa. Los talladores de piedra y los decoradores del grupo de Andréi también han estado trabajando en la mansión del Gran Príncipe. El Príncipe quiere que el trabajo se haga de nuevo más acorde con sus gustos, pero los trabajadores ya tienen otro trabajo, en la mansión del hermano del Gran Príncipe, y se niegan. En un camino por el bosque, los soldados atacan a los artesanos por orden del Gran Príncipe y sacan sus ojos, para que no puedan replicar su trabajo. De vuelta en la iglesia, Andréi está consternado por la noticia de su destino y arroja furiosamente pintura y la embadurna en una de las paredes. Serguéi (Vladímir Titov) uno de los jóvenes aprendices que escapó ileso al ataque lee una sección al azar de la Biblia en voz alta, a petición de Daniil, sobre las mujeres. Dúrochka (Irma Raush) (cuyo nombre la identifica como una tonta sagrada o Yuródivy), deambula fuera de la lluvia y se molesta al ver la pintura en la pared. Su debilidad mental y su inocencia llevan a Andréi a la idea de pintar un banquete.
VI. La incursión (1408)
Mientras el Gran Príncipe está ausente en Lituania, su hermano menor, hambriento de poder, forma una alianza con un grupo de tártaros y ataca Vladímir. Vemos flashbacks del Gran Príncipe y su hermano asistiendo a un servicio religioso en la iglesia, y vemos la rivalidad y la animosidad entre ellos. La invasión de las fuerzas armadas combinadas a caballo y la carnicería resultante se muestra en gran detalle. La ciudad es quemada, los ciudadanos son asesinados y las mujeres violadas y asesinadas. Una escena muestra a un caballo cayendo desde un tramo de escaleras y siendo apuñalado por una lanza. Otra muestra que una vaca está siendo incendiada. Fomá escapa por poco de ser asesinado en la ciudad y escapa al campo cercano, pero cuando cruza un río le disparan por la espalda con una flecha y lo matan. Los tártaros se abren camino a la iglesia con barricadas, ahora completamente decorada con las pinturas de Andréi, donde la mayoría de los ciudadanos se han refugiado. Los tártaros no muestran misericordia y masacran a la gente que está dentro y queman todos los retablos de madera pintados. Andréi salva a Dúrochka de ser violada matando a un tártaro con un hacha. El mensajero del obispo es cruelmente torturado para que revele la ubicación del oro de la ciudad, lo cual se niega a hacer. Después de haber sido quemado repetidamente, tiene metal líquido de un crucifijo derretido vertido en su boca y es arrastrado lejos atado a un caballo. Después de eso, solo Andréi y Dúrochka quedan vivos en la iglesia. Andréi imagina una conversación con el difunto Teófanes el Griego, lamentando la pérdida de su obra y el mal de la humanidad, mientras Dúrochka trenza distraídamente el cabello de una mujer muerta. Andréi decide dejar la pintura y hace un voto de silencio para expiar por matar a otro hombre.
VII. Silencio (1412)

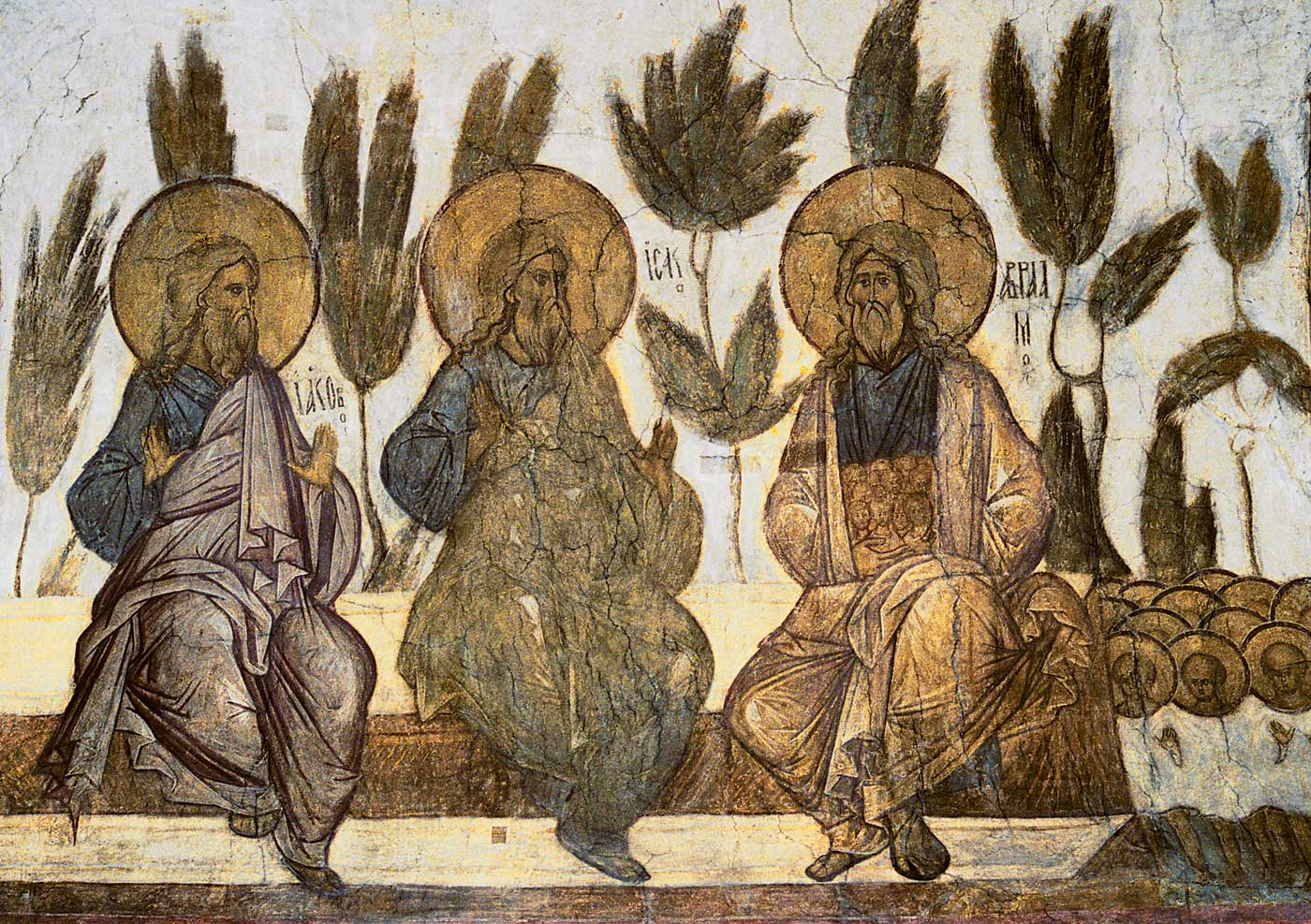
Fresco Seno de Abraham por Daniil Chorny en la Catedral de la Asunción de Vladímir.

Andréi está una vez más en el monasterio de Andrónikov mientras el hambre y la guerra dominan el país. Ya no pinta y no habla, y mantiene a Dúrochka con él como compañero en silencio. Varios refugiados discuten los problemas en sus respectivas ciudades natales, y un hombre habla con voz quebrada de su escape de Vladímir. Él es reconocido por un monje más joven como el ausente de Cirilo. Él ha sufrido durante su tiempo lejos del monasterio y le suplica al padre superior que le permita regresar. Su deseo está garantizado, pero se le ordena que copie las sagradas escrituras quince veces en penitencia. Un grupo de tártaros se detiene en el monasterio mientras viaja por la región, para gran preocupación de Andréi y Cirilo, quienes experimentaron su brutalidad de primera mano. Dúrochka es demasiado simple para recordar lo que hicieron los tártaros y está fascinada por uno de los petos brillantes del soldado. El grupo se burla y juega con ella, pero al soldado le gusta, se pone el casco con cuernos y la viste de novia, finalmente decide llevársela con él como su octava esposa, la única esposa rusa del tártaro. Andréi intenta impedir que se vaya, pero está decidida y se va con los tártaros. Cirilo habla con Andréi por primera vez desde que ambos abandonaron el monasterio, y le asegura que Dúrochka no correrá ningún peligro, ya que dañar a un santo tonto se considera mala suerte, y ella será despedida. Andréi continúa su trabajo de bajo costo de llevar grandes piedras calientes de un fuego con tenazas para calentar agua para el monasterio, pero deja caer la piedra en la nieve.
VIII. La campana (1423)
La vida de Andréi gira cuando es testigo de la fundición de una campana para el Gran Príncipe. Boriska (Nikolái Burliáyev) es el hijo pequeño de un fundidor de campanas; toda su familia ha muerto de una plaga que ha devastado la zona. Él le dice a los hombres del Príncipe que él es el único que posee el secreto de su padre, entregado en el lecho de muerte, de fundir una campana de bronce y los persuade para que lo lleven con ellos ya que él es la única persona viva que puede hacerlo con éxito. Boriska, como lo llaman, se pone a cargo del proyecto y con frecuencia contradice y desafía los instintos de sus compañeros de trabajo al elegir la ubicación del pozo, la selección de la arcilla adecuada, la construcción del molde, el encendido de los hornos, la fundición y finalmente el izamiento de la campana. Incluso Boriska expresa dudas de que logre hacer sonar la campana. Cuando los hornos se abren y el metal fundido se vierte en el molde, él le pide ayuda a Dios en privado. Andréi observa a Boriska en silencio y el hombre más joven lo nota también.
Durante la confección de la campana, el skomoroj de la primera secuencia hace una reaparición entre la multitud que ha venido a mirar la campana que se levanta y amenaza con matar a Andréi, a quien confunde con el hombre que lo denunció años antes y por lo tanto llevado a su arresto, tortura y sentencia de prisión. Cirilo interviene en nombre del silencioso Andréi y luego confiesa en privado que su pecaminosa envidia del talento de Andréi se disipó una vez que escuchó que Andréi había abandonado la pintura y que había sido él, Cirilo, quien había denunciado el skomoroj. Cirilo luego critica a Andréi por permitir que su talento dado por Dios para la pintura se desperdicie y le ruega que reanude su arte, sin respuesta.

Nikolái Burliáyev como Boriska, en el monumento a Tarkovski en Súzdal.

A medida que la campana se acerca a su finalización, la confianza de Boriska se transforma lentamente en una incredulidad aturdida y desapegada de que ha tenido éxito en la tarea. El equipo de trabajo se hace cargo mientras Boriska hace varios intentos para desvanecerse en el fondo de la actividad. Una vez que la campana ha sido izada en su torre, el Gran Príncipe y su séquito llegan para la ceremonia de inauguración cuando los sacerdotes bendicen la campana. Mientras la campana está preparada para sonar, el séquito real discute sobre sus dudas de que así sea. Se revela que Boriska y el equipo de trabajo saben que si la campana no suena, el Gran Príncipe los hará decapitar a todos. (También se escuchó que el Gran Príncipe había decapitado a su hermano, quien había asaltado Vladímir en la secuencia de «La incursión».) Hay una tensión silenciosa y agonizante cuando el capataz lentamente empuja el badajo de la campana hacia adelante y hacia atrás, empujándolo más cerca del borde de la campana con cada golpe. Una bandeja a través de la asamblea revela a Dúrochka vestida de blanco, llevando un caballo (precedido por un niño, presumiblemente suyo) mientras camina entre la multitud. En el momento crítico, la campana suena perfectamente, y ella sonríe.

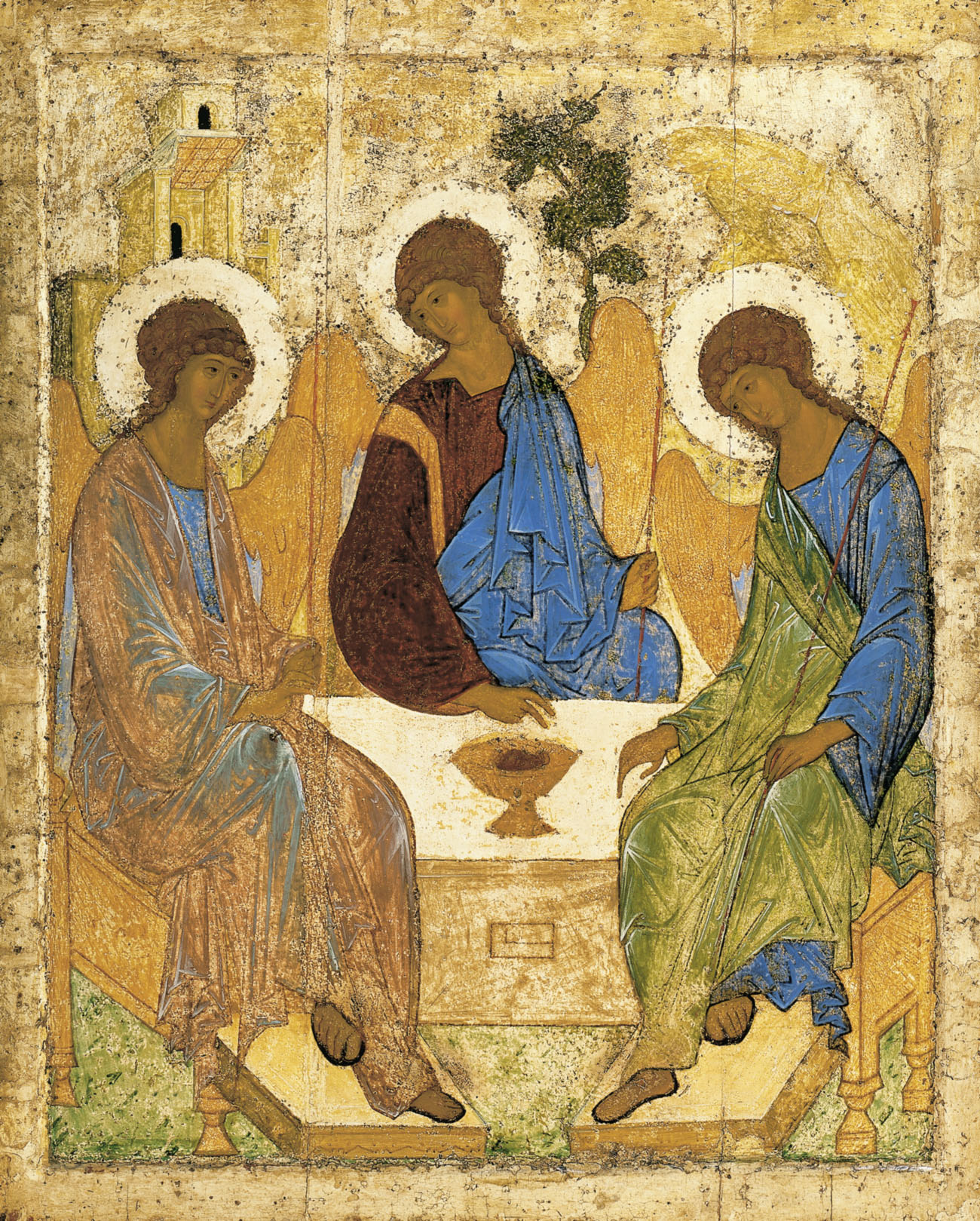
La Trinidad de Andréi Rubliov.

Después de la ceremonia, Andréi encuentra a Boriska desplomado en el suelo, sollozando. Él admite que su padre nunca le contó el secreto de fundición de campanas. Andréi lo consuela, rompiendo su voto de silencio y diciéndole al niño que deben continuar su trabajo juntos: "Tú harás campanas. Yo pintaré iconos". Andréi ve a Dúrochka, el niño, y el caballo caminar a través de un campo embarrado en la distancia.
El epílogo es la única parte de la película en color y muestra detalles envejecidos, pero aún vibrantes, de varios de los iconos reales de Andréi Rubliov. Los iconos se muestran en el siguiente orden: Cristo en Su trono, los Doce Apóstoles, la Anunciación, los Doce Apóstoles, Jesús entrando en Jerusalén, el Nacimiento de Cristo, Cristo en Su trono, la Transfiguración de Jesús, Resurrección de Lázaro, la Anunciación, Resurrección de Lázaro, Nacimiento de Cristo, La Trinidad, Arcángel Miguel, Pablo el Apóstol, el Redentor. La escena final se cruza con los iconos y muestra cuatro caballos de pie junto a un río bajo la lluvia.

## Reparto
- Anatoli Solonitsyn – Andréi Rubliov
- Nikolái Grinkó – Daniil Chorny
- Nikolái Serguéiev – Teófanes el Griego
- Nikolái Burliáyev – Boriska
- Iván Lápikov – Cirilo
- Yuri Nikulin – Patrikéi
- Yuri Nazárov – Príncipe Yuri de Zvenígorod/Gran Príncipe Basilio I de Moscú
- Rolán Býkov – Skomoroj
- Irma Raush – Dúrochka (tontita en ruso)
- Mijaíl Kónonov – Fomá
- Nelly Snéguina - Marfa
- Nikolái Glazkov – Yefim
- Bolot Beyshenalíyev – Edigéi, Kan de la Horda de Nogái
- Irina Miroshnichenko – María Magdalena

## Producción
En 1961, mientras trabajaba en su primer largometraje, La infancia de Iván, Tarkovski hizo una propuesta a Mosfilm para una película sobre la vida del mejor pintor de iconos de Rusia, Andréi Rubliov. El contrato fue firmado en 1962 y el primer tratamiento fue aprobado en diciembre de 1963. Tarkovski y su coguionista Andréi Konchalovski trabajaron durante más de dos años en el guion, estudiando escrituras medievales y crónicas y libros sobre historia medieval y arte. En abril de 1964, el guion fue aprobado y Tarkovski comenzó a trabajar en la película. Al mismo tiempo, el guion fue publicado en la influyente revista de cine Iskusstvo Kinó, y fue ampliamente discutido entre historiadores, críticos de cine y lectores habituales. La discusión sobre Andréi Rubliov se centró en los aspectos sociopolíticos e históricos, y no en los aspectos artísticos de la película.
Según Tarkovski, la idea original de una película sobre la vida de Andréi Rubliov se debió al actor de cine Vasili Livánov. Livánov propuso escribir un guion junto con Tarkovski y Konchalovski mientras paseaban por un bosque en las afueras de Moscú. También mencionó que le encantaría interpretar a Andréi Rubliov. Tarkovski no pretendía que la película fuera una película histórica o biográfica sobre Andréi Rubliov. En cambio, estaba motivado por la idea de mostrar la conexión entre la personalidad de un personaje creativo y los tiempos a través de los cuales vive. Quería mostrar la madurez de un artista y el desarrollo de su talento. Eligió a Andréi Rubliov por su importancia en la historia de la cultura rusa.

### Casting
Tarkovski eligió a Anatoli Solonitsyn para el papel de Andréi Rubliov. En este momento Solonitsyn era un actor desconocido en un teatro en Sverdlovsk. Según Tarkovski, todos tenían una imagen diferente de la figura histórica de Andréi Rubliov, por lo que elegir a un actor desconocido que no recordara a los espectadores otros papeles era su enfoque favorito. Solonitsyn, que había leído el guion de la película en la revista de cine Iskusstvo Kinó, se mostró muy entusiasmado con el papel, viajó a Moscú a su costa para encontrarse con Tarkovski e incluso declaró que nadie podía desempeñar este papel mejor que él. Tarkovski sintió lo mismo, diciendo que "con Solonitsyn simplemente tuve suerte". Para el papel de Andréi Rubliov requirió "un rostro con gran poder expresivo en el que uno pudiera ver una mentalidad demoníaca". Para Tarkovski, Solonitsyn proporcionó la apariencia física adecuada y el talento para mostrar procesos psicológicos complejos. Solonitsyn continuaría trabajando con el director, apareciendo en Solaris, El espejo y Stalker, y en el papel principal de Tarkovski en la producción teatral de Hamlet de 1976 en el Teatro Lenkom de Moscú. Antes de su muerte por cáncer, en 1982, Solonitsyn también tenía la intención de interpretar al protagonista Andréi Gorchakov en la coproducción italo-rusa de Tarkovski en 1983, Nostalghia, y protagonizar un proyecto titulado La bruja, que Tarkovski alteraría significativamente en su producción final, Sacrificio.

### Rodaje

Monumento a Tarkovski en Súzdal. A la izquierda, el director; a la derecha, Anatoli Solonitsyn como Andréi Rubliov en la película.

Según Johnson, el rodaje no comenzó hasta abril de 1965, un año después de la aprobación del guion, y J. Hoberman informó una fecha un poco más temprana de septiembre de 1964 para el inicio de la filmación en su ensayo cinematográfico para el lanzamiento de la película Criterion. El presupuesto inicial fue de 1,6 millones de rublos, pero se redujo varias veces a un millón de rublos (en comparación, Guerra y paz de Serguéi Bondarchuk tuvo un presupuesto de ocho millones y medio de rublos). Como resultado de las restricciones presupuestarias, se cortaron varias escenas del guion, incluida una escena de apertura que muestra la batalla de Kulikovo. Otras escenas que se cortaron del guion son una escena de caza, donde el hermano menor del Gran Príncipe caza cisnes, y una escena que muestra a los campesinos ayudando a Dúrochka a dar a luz a su hijo ruso-tártaro. Al final, la película costó 1,3 millones de rublos, con el costo desbordado debido a fuertes nevadas, que interrumpió el rodaje desde noviembre de 1965 hasta abril de 1966. La película fue filmada en el río Nerl y en los lugares históricos de Vladímir/Súzdal, Pskov, Izborsk y Pechory.
Tarkovski eligió filmar la película principal en blanco y negro y el epílogo, mostrando algunos de los iconos de Rubliov, en color. En una entrevista, motivó su elección con el argumento de que en la vida cotidiana uno no nota los colores conscientemente. En consecuencia, la vida de Rubliov es en blanco y negro, mientras que su arte es en color. La película pudo así expresar la codependencia del arte de un artista y su vida personal. En una entrevista en 1969, Tarkovski afirmó que el hombre volador en el prólogo es "el símbolo de la osadía, en el sentido de que la creación requiere del hombre la oferta completa de su ser. Si uno desea volar antes de que sea posible, o fundir una campana sin haber aprendido a hacerlo, o pintar un icono, todos estos actos exigen que, por el precio de su creación, el hombre muera, se disuelva en su obra, se entregue por completo".
La secuencia de colores de los íconos de Rubliov comienza mostrando solo los detalles seleccionados, culminando en el icono más famoso de Rubliov, La Trinidad. Una razón para incluir este final de color fue, según Tarkovski, darle al espectador un poco de descanso y permitirle separarse de la vida de Rubliov y reflexionar. La película finalmente termina con la imagen de los caballos en el río bajo la lluvia. Para Tarkovski, los caballos simbolizan la vida, e incluir caballos en la escena final (y en muchas otras escenas de la película) significaba que la vida era la fuente de todo el arte de Rubliov.

## Premios
- Festival de Cannes: Premio de la Crítica Internacional -FIPRESCI- (1969).[4]
- París: Premio de la Asociación de Críticos de Cine (1969).
- Helsinki: Premio a la mejor película del año (1973). Nota: La película llegó a Europa 7 años después de su primera proyección),
- Belgrado: Premio a la mejor película (1973).